# Formicarius moniliger
Il tordo formichiero messicano o tordo formichiero maya, anche noto come formicario messicano o formicario maya (Formicarius moniliger Sclater, 1857) è un uccello passeriforme della famiglia Formicariidae.

## Etimologia
Il nome scientifico della specie, moniliger, deriva dal latino e significa "portatore di monile", in riferimento alla livrea di questi uccelli.

## Descrizione

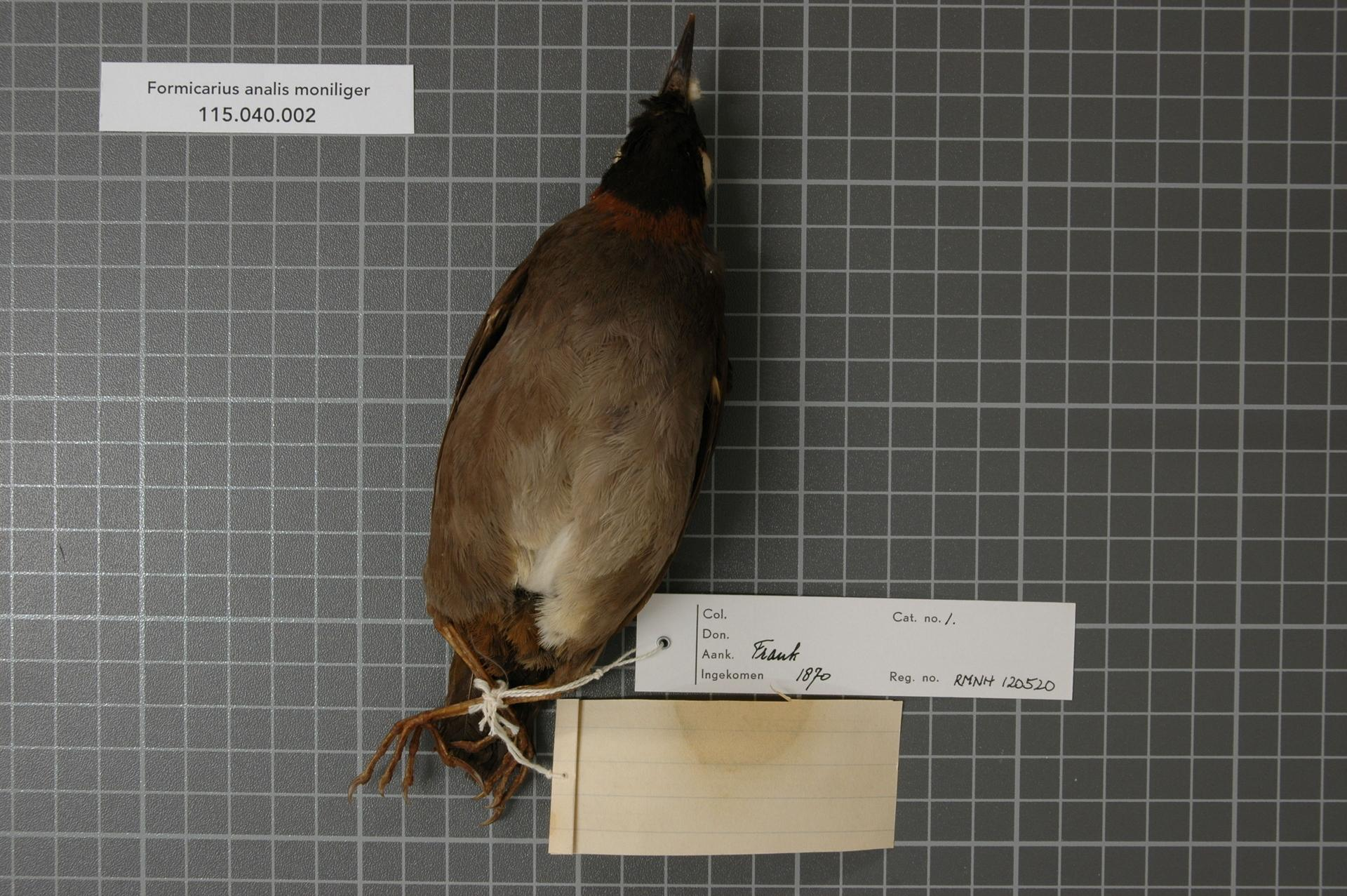
Veduta ventrale di esemplare impagliato.

### Dimensioni
Misura 17 cm di lunghezza, per 56-66,9 g di peso: caso raro fra i passeriformi, a parità d'età le femmine sono lievemente più grosse e pesanti rispetto ai maschi, specialmente nelle prime fasi dell'età adulta.

### Aspetto
Si tratta di uccelletti dall'aspetto massiccio e paffuto, muniti di testa di forma ovale e allungata munita di becco lungo, sottile e appuntito, collo corto e sottile, ali arrotondate, coda corta e squadrata e zampe allungate e robuste.
Il piumaggio si presenta di colore bruno scuro su calotta (fronte, vertice, nuca), dorso, ali, fianchi, ventre e coda (in quest'ultimo caso tendendo a scurirsi nel nerastro verso la punta), mentre faccia e gola sono di colore nero, il resto della testa ed il sottocoda sono di colore nocciola-aranciato ed il petto è di colore grigio topo: fra le narici e gli occhi è presente (similmente ad altre specie di formicario) su ciascun lato della testa una piccola macchia triangolare di colore bianco, così come biancastra è l'area compresa fra le due zampe.
Il becco è nero, mentre le zampe sono di colore carnicino: gli occhi sono di colore bruno scuro, con presenza di un cospicuo cerchio perioculare glabro di colore bianco.

## Biologia
Si tratta di uccelli diurni, che vivono da soli o al più in coppie, passando la maggior parte della giornata al suolo alla ricerca di cibo fra i detriti e la vegetazione, muovendosi piuttosto lentamente e con circospezione, pronti a nascondersi nel folto del sottobosco al minimo segnale di pericolo.
Il richiamo di questi animali (emesso solamente durante la stagione delle piogge), è costituito da una serie di fischi ascendenti molto acuti (1,7-2,5 kHZ) di circa due secondi di lunghezza, ripetuta svariate volte di fila.

### Alimentazione
Il tordo formichiero messicano è un uccello dalla dieta essenzialmente insettivora, costituita perlopiù da insetti (soprattutto coleotteri ed ortotteri) e da altri invertebrati (come ragni e lumache) nonché dalle loro larve, cibandosi inoltre di tanto in tanto anche di piccoli vertebrati (lucertole e serpentelli).

### Riproduzione
Si tratta di uccelli monogami, la cui stagione riproduttiva si estende (in base a quanto estrapolabile dalle osservazioni di esemplari in amore) da aprile a giugno: ambedue i sessi collaborano nell'allevamento della prole, mentre la costruzione del nido (una struttura globosa di fibre vegetali e foglie intrecciate, ubicata di preferenza nella cavità di un tronco) e la cova vengono portate avanti dalla sola femmina, nutrita e protetta però nel frattempo dal maschio.

## Distribuzione e habitat
Come intuibile dal nome comune, il tordo formichiero è diffuso in America centrale, della quale popola la porzione compresa fra la costa settentrionale del Messico sud-orientale (a partire dal sud dello stato di Veracruz) e il centro-nord dell'Honduras, attraverso il centro-nord del Guatemala, la penisola dello Yucatán (pur in questo caso mancando dalla porzione costiera nord-occidentale della stessa) ed il Belize.
L'habitat di questi uccelli è costituito dalla foresta pluviale tropicale umida primaria o anche secondaria (purché ben matura e con denso sottobosco), possibilmente ben ombreggiata.

## Tassonomia
Se ne riconoscono tre sottospecie:
- Formicarius moniliger moniliger Sclater, 1857 - la sottospecie nominale, diffusa dal Veracruz centrale al Guatemala centro-meridionale;
- Formicarius moniliger pallidus george Newbold Lawrence, 1882 - diffusa nella porzione centrale della penisola dello Yucatán, a sud fino al dipartimento di Petén;
- Formicarius moniliger intermedius Ridgway, 1908 - diffusa dal Guatemala orientale all'Honduras nord-occidentale;

In passato l'intero taxon veniva accorpato al tordo formichiero mascherato, tuttavia attualmente si tende a classificare le due popolazioni come specie distinte in base alle differenze morfometriche, di colorazione e nei richiami.